# Cyberpunk

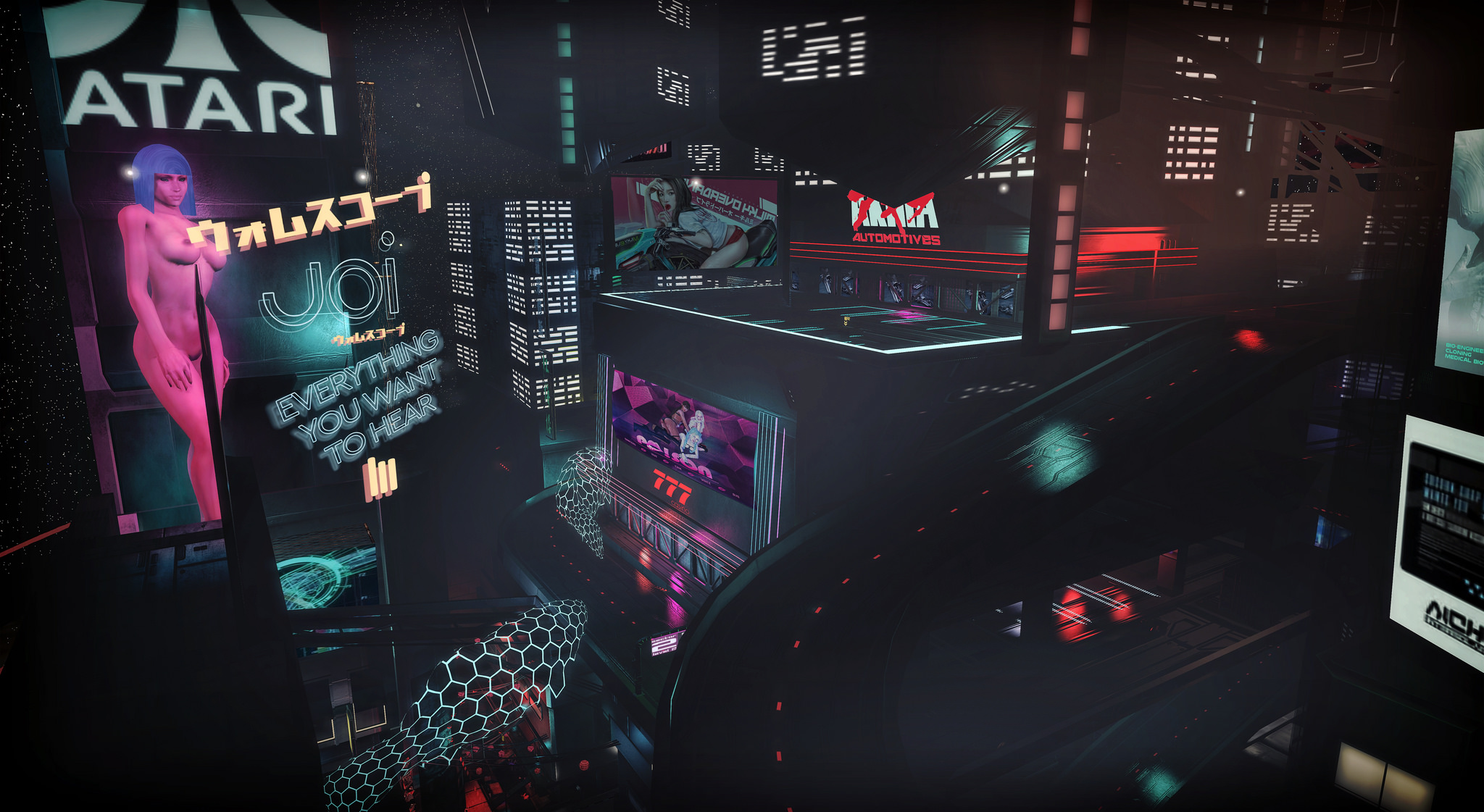
Künstlerische Darstellung einer futuristischen Stadt im Cyberpunk-Stil

Cyberpunk, gebildet aus den Begriffen Cyber (englisch cyber- verkürzt aus cybernetics) und Punk, ist eine dystopische Richtung des Science-Fiction-Genres, die in den 1980er Jahren in der Literatur entstand.
Heute finden sich Einflüsse von Cyberpunk neben der Literatur auch in Film, Hörspiel, Videospiel, Kunst, Mode und Architektur. Der Begriff Cyberpunk tauchte erstmals 1983 auf, als die gleichnamige Kurzgeschichte von Bruce Bethke veröffentlicht wurde und wurde schließlich von Gardner Dozois geprägt, um die Werke von William Gibson (speziell die Neuromancer-Trilogie) zu beschreiben.

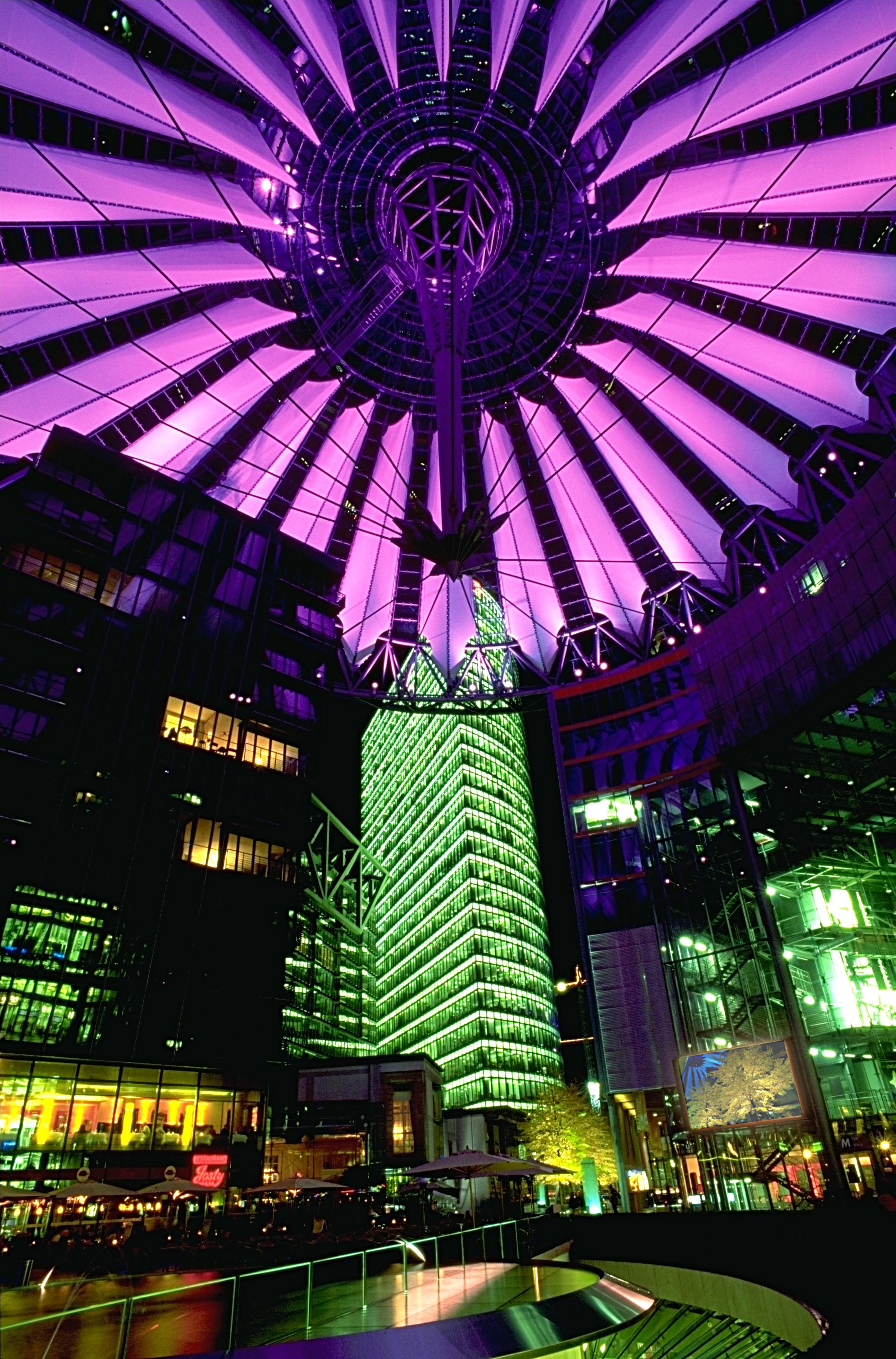
Sony Center in Berlin als Beispiel für eine mit dem Cyberpunk assoziierte Architektur

## Abgrenzung
Im Unterschied zu den klassischen Utopien vieler anderer Science-Fiction-Genres ist die Welt des Cyberpunk nicht glänzend und steril-sauber, sondern oft düster und von Gewalt und Pessimismus geprägt. Zugleich bietet das Genre der aufkommende Kritik gegen Kommerzialisierung, Urbanisierung und zunehmenden Ungleichheit eine Plattform.
In dieser Spielart Dystopie werden die Staaten von korrupten Despoten beherrscht oder von Konzernen kontrolliert, die die staatliche Monopolmacht für ihre Zwecke missbrauchen, wodurch die (in entwickelten Ländern zuvor vorhandene) physische und ökonomische Sicherheit des Individuums sich in engen Grenzen bewegt. Das Versprechen einer besseren Welt durch technologischen Fortschritt wurde nicht eingelöst. Die Hochtechnologie dient nicht dem Wohl der Menschen, sie wird zur allgemeinen Überwachung und zur Optimierung lebender Organismen mittels Cyberware eingesetzt. Lediglich die Flucht in den Cyberspace bietet noch einige Freiheiten.
Einige Leser und Kritiker sehen in diesem Szenario Einflüsse der Kapitalismuskritik: Die Konzerne haben die Macht übernommen, Regierungen gibt es keine mehr oder spielen eine sehr untergeordnete Rolle. Für „Ordnung“ sorgen private, paramilitärische Sicherheitsdienste. Die Grenzen zwischen Realität und Fiktion verschwimmen oft mit Technologie, wie mit dem von William Gibson geprägten Begriff des Cyberspace – eine ähnliche Technologie wird bei Neal Stephenson Metaverse genannt – oder SimStim. Vor diesem Hintergrund zeichnet Cyberpunk oft das Bild einer Subkultur, die gleichsam als Gegenpol zu einer neuen Weltordnung ohne soziale und persönliche Sicherheit entstand; beliebt sind in dieser Rolle Hacker.
Die Protagonisten sind meist Antihelden, die zu den Verlierern dieser Entwicklungen zählen, darunter u. a. Kriminelle, Außenseiter, Ausgestoßene oder desillusionierte Genies, die – oftmals unfreiwillig – ein Leben am Rand der Gesellschaft führen.

## Definitionen
“Cyberpunk, a science-fiction subgenre characterized by countercultural antiheroes trapped in a dehumanized, high-tech future.”

„Cyberpunk ist ein Subgenre der Science-Fiction, das sich durch in einer Gegenkultur angesiedelte Antihelden auszeichnet, die in einer unmenschlichen, hochtechnisierten Zukunft gefangen sind.“

„Cyberpunk ist ein Subgenre der Science-Fiction, das fortschrittliche Wissenschaft und Technik mit einer urbanen, dystopischen Zukunft verknüpft. Mächtige Großkonzerne und private Sicherheitskräfte stehen dabei einer düsteren, zwielichtigen Unterwelt gegenüber, die von illegalem Handel, Gangs, Drogen und Gewalt regiert wird. Politische Interessen, Korruption und soziale Unruhen ergänzen dieses Spannungsfeld.
“Viel Technik. Wenig Lebensqualität.” 
Cyberpunk ist darüber hinaus eine Subkultur mit einer Geisteshaltung und einem prägnanten Stil. Antiautoritär, kritisch gegenüber Marken/Kooperationen und technikaffin sind nur einige Merkmale, die ein Cyberpunk aufweisen kann.
(Originaltext: Cyberpunk is a sub-genre of science fiction that features advanced science and technology in an urban, dystopian future. On one side you have powerful mega-corporations and private security forces, and on the other you have the dark and gritty underworld of illegal trade, gangs, drugs, and vice. In between all of this is politics, corruption, and social upheaval. “High tech.  Low life.” Cyberpunk is also a culture with attitude and a distinct style. Anti-authoritarian, brand-averse and tech-literate; these are just some of the qualities you may find in a cyberpunk.)“

## Entwicklung

### Literarische Vorreiter
In den 1960er Jahren nahm Philip K. Dick, der mit Träumen Androiden von elektrischen Schafen? (1968) die Romanvorlage zum Film Blade Runner lieferte, viele wichtige Themen des späteren Cyberpunks vorweg, obwohl er (schon aufgrund seines viel früheren Schaffens) kein Protagonist des Cyberpunk war. Wegweisend war auch John Brunner, insbesondere mit seinen Romanen Morgenwelt (1968) und Der Schockwellenreiter (1975). Thematische Vorfahren des Cyberpunks sind auch Daniel F. Galouye, speziell sein Roman Simulacron-3 (1964), David R. Bunch mit Moderan (1972) und John Shirley mit Transmaniacon (1979). Wichtige Einflüsse haben außerdem Harlan Ellison und Harry Harrison geliefert.

### Frühe Vertreter des Cyberpunk

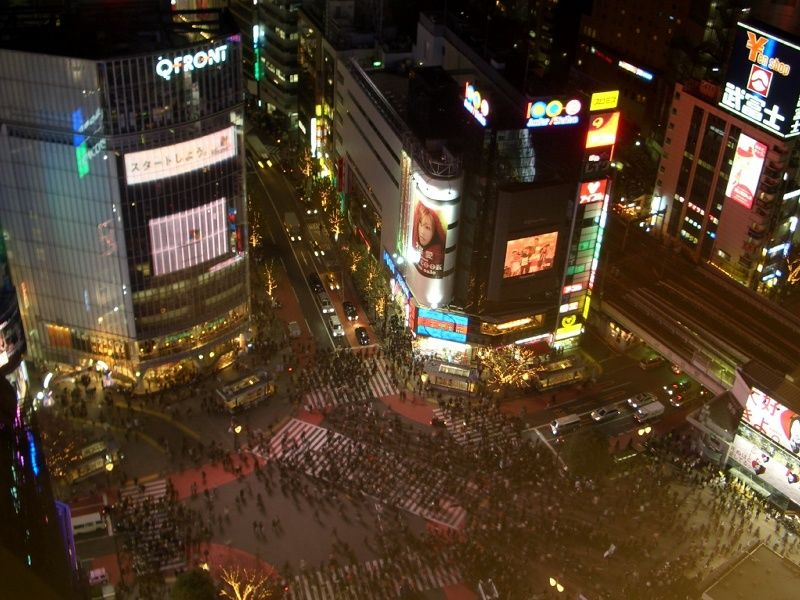
Kreuzung in Shibuya.
William Gibson schrieb, dass Japan einfach Cyberpunk sei.

Als Cyberpunk im engeren Sinn können zunächst nur Filme und Romane aus den Jahren um 1980 bis circa 1994 bezeichnet werden, da der Begriff später wesentlich erweitert wurde. Die Geburtsstunde des Genres wird insbesondere von dem Roman Neuromancer und dem Film Blade Runner geprägt.
Neuromancer ist der erste Teil von William Gibsons Neuromancer-Trilogie (1984) und wird von zahlreichen Autoren als der literarische Ausgangspunkt des neuen Subgenres definiert. Gibson setzte darin neue Maßstäbe und sein Werk erhielt als erster Science-Fiction-Roman alle wichtigen Auszeichnungen des Faches; Hugo Award, Nebula Award, Locus Award und Philip K. Dick Award.
Der Film Blade Runner (1982) von Ridley Scott basiert auf dem dystopischen Roman Träumen Androiden von elektrischen Schafen? von Philip K. Dick und gilt als erster prominenter Vertreter des Cyberpunk-Films, der die dystopische Stimmung mit Elementen des Film Noir vermischt und visuell transportiert, was die Optik des Cyberpunk entscheidend prägte.
Literarisch waren außerdem Autoren wie Rudy Rucker (Software (1982 etc.), Bruce Sterling (Mirrorshades – The Cyberpunk Anthology), Pat Cadigan, John Shirley und Lewis Shiner. Inhaltlich geht es dabei oft darum, die Grenzen des Möglichen neu zu definieren.
Auch die Mangas Akira (1982) von Katsuhiro Otomo und Ghost in the Shell (1989) von Masamune Shirow, der Anime Bubblegum Crisis (1987) von Hiroshi Ishiodori und Hiroyuki Fukushima, die Fernsehserie Max Headroom sowie die Hörspielreihe Der letzte Detektiv (beide 1984) können als frühe Beispiele gelten.
Entscheidend zum Durchbruch des Genres trugen die Zusammenarbeit und das gemeinsame Auftreten (mit verspiegelten Sonnenbrillen und schwarzen Lederjacken) von John Shirley, Bruce Sterling und William Gibson als die Mirrorshades-group zu Anfang der 1980er Jahre bei. Sie gaben ab 1983 das Fanzine Cheap Truth heraus.

### Blütezeit
Um 1985 herum setzte im Science-Fiction-Bereich eine Blüte ein, in der Folge wurden immer mehr Autoren und auch Werke bisher eher „klassischer“ Science-Fiction-Autoren dem Cyberpunk zugeordnet, etwa Greg Bears Blutmusik (1985). Waren die Autoren vorher mit der Schublade Cyberpunk eher unglücklich, so setzte nun eine regelrechte Gegenbewegung ein: Wieder einmal wurde der „Tod der Science-Fiction“ angesagt, Cyberpunk sollte ihre letzte Ausprägung sein. Derweil wandten sich die Schreiber neuen Feldern zu, William Gibson und Bruce Sterling wechselten zunächst mit Die Differenzmaschine (1990) zum Steampunk, um sich dann immer mehr in Richtung Gegenwartsliteratur zu bewegen, andere Autoren wie Michael Swanwick integrierten zunehmend Fantasy-Elemente in ihre Romane, wie in Die Tochter des stählernen Drachen (1993).
Die erste Welle des Cyberpunk kann mit dem Jahr 1994 für beendet erklärt werden, obwohl mit Neal Stephenson 1992 noch einmal ein neuer Autor frischen Wind in das Genre brachte. Im Manga- bzw. Anime-Bereich entwickelte Blame! (1997) Cyberpunk-Einflüsse in Verbindung mit neueren Motiven des Transhumanismus und Anleihen aus Space-Operas wie der Ringwelt das Genre in eine andere Richtung. In die Blütezeit fällt auch das Erscheinen eines der ersten PC-Adventure-Games, Neuromancer, im Jahr 1988, das viele spätere Cyberpunk-Rollenspiele auf dem PC beeinflussen sollte.

### Gegenwart
Derweil waren Cyberpunk-Themen über den Umweg über Musik, Rollenspiele, Comics und Computerspiele immer weiter in die Mainstream-Popkultur vorgedrungen. Als das populärste Cyberpunk-Rollenspiel kann Shadowrun (1989) gelten, wobei auch der PC-Spiele-Klassiker Deus Ex (2000) zu erwähnen ist, der den Cyberpunk auf dem PC bis dato am glaubhaftesten darstellt. Mit dem Erscheinen von Billy Idols Album Cyberpunk (1993), spätestens jedoch mit dem Film Matrix (1999) war Cyberpunk Allgemeingut geworden und damit als eigenständiges Subgenre der Science-Fiction schwieriger abgrenzbar. Typische Technologiethemen des Cyberpunks wie Nanotechnologie, Gentechnik und Virtuelle Realität werden heute auch von Mainstream-Autoren wie Frank Schätzing, Michael Crichton und Stephen King behandelt.

### Kritik
„Ich habe meine Zweifel daran, dass das Etikett Cyberpunk mehr ist als eine Verkaufshilfe. Ich weiß nicht, was der gemeinsame Nenner zwischen Greg Bear, Lucius Shepard, Norman Spinrad, William Gibson und Bruce Sterling sein könnte… Ich hätte große Bedenken, Cyberpunk als eine literarische Bewegung oder literarische Schule zu bewerten. Es handelt sich eher um einen Bekanntenkreis, dessen Mitglieder sich gegenseitig hochloben. Die besten dieser Autoren, zum Beispiel Gibson, haben allerdings tatsächlich etwas Neues zu sagen …“

### Interpretation
Die Digitalisierung wird als literarischer Motivgeber genutzt. Stilistisch gesehen besteht das Genre aus einer Mischung von Merkmalen der Krimis im Hard-Boiled-Stil sowie der Literatur des magischen Realismus.
Als zentrales Motiv erscheint das sich mit der Technik verbindende menschliche Ego. Es wird zu einer Frage des Speichers und Prozessors. Der biologische Aufbau des Menschen wird zunehmend mit der Funktionsweise des Computers verbunden (Hirn=Speicher, Prozessor). Das Medium des Computers und des Internets wird zu einer Parallelwelt, in der sich das Individuum selbst (re-)konstruiert. Mit der Auflösung des Ichs in der Datenwelt kann Identitätsverlust einhergehen. Im Cyberpunk kann der Wunsch des ewigen Lebens mitschwingen. Das Ego des Menschen wird in oder durch den Computer reproduziert und so unabhängig von der ursprünglichen Verbindung zum Körper gemacht. Das Individuum kann tief mit der Datenwelt verwoben sein, so dass dieser Zustand als natürlich interpretiert wird.
In den 1980er Jahren erfuhr das Genre einen Boom, was ebenso zu einer Herausbildung eines regelrechten Inventars an Merkmalen führte. Zu diesen Merkmalen zählen:
- urbane Dystopien
- virtuelle, computergenerierte Welten
- Implantate und technische Modifikationen des menschlichen Organismus
- psychische Integration in die Datenwelt
- künstliche Intelligenz
- eine von Trusts regierte Welt, schwacher oder nicht vorhandener Staat
- Informationskontrolle
- kriminelle Unterwelten
- Drogenkonsum

Die Datenwelt erscheint zunehmend als schwarz-romantisches Universum, das einer Verklärung durch die Technik geschuldet ist. In diesem Zusammenhang versteht sich das Genre auch als eine wiederbelebte Neoromantik. Der bekannteste Roman des Genres Neuromancer prägt den Begriff als eine Wortbildung aus Neuro, Romancer („Fantast“) und Necromancer.

## Cyberpunk-ähnliche Genres
Es gibt verschiedene Derivate von Cyberpunk, die unterschiedliche Einzelaspekte in den Vordergrund setzen.

### Solarpunk
Solarpunk ist ein optimistisches Genre, das eine nachhaltige und sozial gerechte Zukunft der Menschheit imaginiert. Die Vorsilbe Solar steht für einen Wechsel zu erneuerbaren und dezentralen Energien. Es ist gleichzeitig Weiterentwicklung und Gegenentwurf zu Cyberpunk, weil es zwar dessen rebellische und subkulturelle Aspekte aufgreift, sich aber auch explizit gegen den häufig dystopischen, pessimistischen und hoffnungslosen Charakter von Cyberpunk-Erzählungen wendet. Visuell ist Solarpunk-Kunst zumeist von begrünten Flächen und Gebäuden und Solarpanelen sowie einer Mischung aus futuristischen Technologien (wie Drohnen und schwebenden Windturbinen) und konvivialer Technik (wie Fahrrädern und Gewächshäusern) geprägt. Als Beispiele für Solarpunk gelten Romane wie Ursula K. Le Guins Freie Geister, Ruthanna Emrys A half-built garden, Cory Doctorows Walkaway oder auch der Disneyfilm Strange World.

### Steampunk
Steampunk, auch Retro-Futurismus genannt, ist ein Subgenre des Cyberpunk, bei dem die Zukunft aus der Perspektive des viktorianischen Zeitalters gesehen wird. Beim Steampunk entsteht somit eine Welt, die Elemente der Zukunft und der Vergangenheit miteinander verbindet. Vor allem Dampfmaschinen, aber auch viktorianische Kleidung und Frisuren sorgen für eine Zukunft im Retro-Look, die an Jules Verne und H. G. Wells erinnert.
Ein typisches Steampunk-Werk ist die Kinderbuchserie Eine Reihe betrüblicher Ereignisse von Daniel Handler alias Lemony Snicket, die sowohl dem Spielfilm Lemony Snicket – Rätselhafte Ereignisse (2004) als auch der Fernsehserie Eine Reihe betrüblicher Ereignisse als Vorlage diente.
Die literarische Vorlage His Dark Materials sowie die Verfilmung Der Goldene Kompass werden ebenso zum Steampunk gerechnet wie die von Alan Moore und Kevin O’Neill kreierte Comicreihe The League of Extraordinary Gentlemen, sowie die filmische Adaption Die Liga der außergewöhnlichen Gentlemen von 2003.
Auch der Horrorfilm Sleepy Hollow (1999) von Tim Burton, der im viktorianischen England angesiedelte japanische Animefilm Steamboy von 2004 sowie der Thriller Prestige – Die Meister der Magie (2006) sind typische Vertreter des Steampunk.

### Dieselpunk
Dieselpunk ist eine Weiterentwicklung des Steampunk, in der statt Dampfmaschinen mit Diesel betriebene Apparaturen im Vordergrund stehen. Die Vision der Zukunft erscheint also immer noch in Retro-Optik, wird aber aus der Perspektive der 1930er- und 40er-Jahre betrachtet. Art déco sowie der Erste und Zweite Weltkrieg sind häufig verwendete Elemente und Themen. Dabei entstand das früheste Werk, was nachträglich dem Dieselpunk zugeordnet wurde, bereits 1927: der Monumentalfilm Metropolis von Fritz Lang spielt in einer fernen Zukunft, in der moderne Technik und Maschinen den Lebensrhythmus der Arbeiterklasse vorgeben. Das Thema Mensch und Maschine wird auch von Dsiga Wertow in seinem Dokumentarfilm Der Mann mit der Kamera (1929) aufgegriffen.
In den 1960er Jahren begannen die Hanna-Barbera-Studios die retro-futuristische Zeichentrickserie Die Jetsons zu produzieren, von der bis Ende der 80er Jahre 75 Episoden erschienen. Die Spielfilme Brazil, 1985 von Terry Gilliam und Rocketeer, 1991 von Joe Johnston werden ebenfalls dem Dieselpunk zugeordnet. Typische Beispiele für Dieselpunk sind auch die Filme Sky Captain and the World of Tomorrow und Iron Sky.

### Atompunk
Im Atompunk werden retrofuturistische Aspekte mit postapokalyptischen Szenarien, z. B. nach einem Atomkrieg oder einen atomaren Supergau kombiniert. Es ist allerdings auch möglich, die Handlung von der Erde auf einen anderen Planeten zu verlegen, wie in dem Film Forbidden Planet (deutscher Titel Alarm im Weltall), der für 1956 beeindruckende Spezialeffekte aufzuweisen hatte.
Die Computerspielserie Fallout mit ihrem Setting im Jahr 2077, nachdem ein Atomkrieg die Welt wie wir sie kennen zerstört hat, ist ein weiteres Beispiel für dieses Genre.

### Biopunk
Bei Biopunk geht es um wissenschaftlich angeregte biologische Veränderungen, einschließlich Veränderungen des Genoms und biotechnischen Eingriffen, die dem Science-Fiction zugeordnet werden können.
Zu den literarischen Vertretern des Biopunk zählt z. B. Schismatrix (1985) von Bruce Sterling und der Science-Fiction-Roman Biokrieg von Paolo Bacigalupi. Filme aus dem Biopunk sind u. a. eXistenZ (1999), Das fünfte Element (1997), The Gene Generation (2007), Repo Men von 2010 sowie einige Episoden der Serie Orphan Black (2013–2017).
Mit einigen der ethischen Fragen, die Biopunk im Bereich der Gentechnik aufwirft, setzt sich der Science-Fiction-Film Gattaca (1997) so differenziert auseinander, dass er an der University of Toronto begleitend zur Einführung in den Themenbereich Biopunk, Bioethik und die Wissenschaft der Genmanipulation gezeigt und anschließend von Wissenschaftlern und Studierenden diskutiert wird.
Ribofunk von Science-Fiction Autor Paul Di Filippo gilt als eins der literarischen Hauptwerke des Biopunk.

## Cyberpunk im Film
Als Filmgenre ist Cyberpunk in der Zukunft angesiedelt und verbindet High-Tech, Androide, Roboter und KI mit Elementen des Film noir.

## Beispiele

### Filme
| Titel                                               | Jahr      | Verweise und Anmerkungen |
| --------------------------------------------------- | --------- | --- |
| 12 Monkeys                                          | 1995      | [ 31 ] |
| A Scanner Darkly                                    | 2006      | Nach dem Roman Der dunkle Schirm von Philip K. Dick (1977)                                                                                       |
| A.I. – Künstliche Intelligenz                       | 2001      | |
| Aachi & Ssipak                                      | 2006      | |
| Alita: Battle Angel                                 | 2019      | basiert auf dem Manga Battle Angel Alita |
| Akira                                               | 1988      | basiert auf dem gleichnamigen Manga Akira von Katsuhiro Otomo                                                                                    |
| Animatrix                                           | 2003      | basiert auf den Matrix Filmen |
| Archive                                             | 2020      | |
| Automata                                            | 2014      | |
| Avalon – Spiel um dein Leben                        | 2001      | |
| Babylon A.D.                                        | 2008      | beruht auf dem Roman Babylon Babies |
| Blackhat                                            | 2015      | [ 34 ] |
| Blade Runner                                        | 1982      | Literarische Vorlage ist der Roman Träumen Androiden von elektrischen Schafen? von Philip K. Dick                                                |
| Blade Runner 2049                                   | 2017      | Fortsetzung des Films Blade Runner, nach einer Buchvorlage von K. W. Jeter                                                                       |
| Brazil                                              | 1985      | Ursprünglich war als Titel „1984 and ½“ vorgesehen – eine Anspielung auf George Orwells berühmten Roman 1984 sowie auf Federico Fellinis Film 8½ |
| Chrysalis – Tödliche Erinnerung                     | 2007      | Als Vorlage diente den Autoren der Horrorfilm Augen ohne Gesicht                                                                                 |
| Code 46                                             | 2003      | |
| Cypher                                              | 2002      | [ 31 ] |
| Dark City                                           | 1998      | [ 31 ] |
| Das fünfte Element                                  | 1997      | Subgenre Biopunk |
| Death Machine                                       | 1995      | |
| Der Rasenmäher-Mann 2 – Beyond Cyberspace           | 1996      | [ 35 ] |
| Die Klapperschlange                                 | 1981      | [ 31 ] |
| Dredd                                               | 2012      | basiert auf der Comicfigur Judge Dredd aus dem britischen Comicmagazin 2000 AD                                                                   |
| Elysium                                             | 2013      | |
| Equilibrium                                         | 2002      | |
| eXistenZ                                            | 1999      | Ähnlich wie in dem Buch Simulacron-3 geht David Cronenberg der Frage nach, wie Realität von sensorischem Input unterschieden werden kann.        |
| Fortress – Die Festung                              | 1993      | |
| Freejack – Geisel der Zukunft                       | 1992      | basiert auf dem 1959 erschienenen Roman Immortality, Inc.                                                                                        |
| Gamer                                               | 2009      | [ 31 ] [ 34 ] |
| Gattaca                                             | 1997      | Subgenre Biopunk |
| Ghost in the Shell                                  | 1995      | basiert auf dem gleichnamigen Manga Ghost in the Shell                                                                                           |
| Ghost in the Shell 2 – Innocence                    | 2004      | basiert auf dem Manga Ghost in the Shell |
| Ghost in the Shell (2017)                           | 2017      | basiert auf dem Manga Ghost in the Shell |
| Hüter der Erinnerung – The Giver                    | 2014      | |
| I.K.U.                                              | 2000      | die Handlung kann als Fortsetzung des amerikanischen Films Blade Runner gesehen werden.                                                          |
| Immortal – New York 2095: Die Rückkehr der Götter   | 2004      | basierend auf den ersten beiden Bänden von Enki Bilals Alexander-Nikopol-Trilogie                                                                |
| Vernetzt – Johnny Mnemonic                          | 1995      | basiert auf der Cyberpunk-Kurzgeschichte Der mnemonische Johnny von William Gibson (Autor der Neuromancer-Trilogie)                              |
| Looper                                              | 2012      | [ 32 ] |
| Matrix                                              | 1999      | zitiert Cyberpunk-Filme wie Blade Runner, Die totale Erinnerung – Total Recall und Brazil.                                                       |
| Matrix Reloaded                                     | 2003      | |
| Matrix Revolutions                                  | 2003      | [ 31 ] |
| Metropolis von Osamu Tezuka                         | 2001      | |
| Minority Report                                     | 2002      | basiert auf der Kurzgeschichte Der Minderheiten-Bericht von Philip K. Dick                                                                       |
| Mute                                                | 2018      | [ 33 ] |
| Natural City                                        | 2003      | deutliche Parallelen zu Ridley Scotts Blade Runner                                                                                               |
| Nirvana                                             | 1997      | |
| One Point Zero – Du bist programmiert               | 2004      | |
| Paprika                                             | 2006      | [ 31 ] |
| Ready Player One                                    | 2018      | basiert auf dem Science-Fiction-Roman Ready Player One von Ernest Cline                                                                          |
| Renaissance                                         | 2006      | [ 32 ] |
| Repo Men                                            | 2010      | |
| RoboCop                                             | 1987      | [ 31 ] [ 33 ] |
| Serenity – Flucht in neue Welten                    | 2005      | [ 31 ] |
| Sleep Dealer                                        | 2008      | |
| Splice – Das Genexperiment                          | 2009      | Subgenre Biopunk |
| Strange Days                                        | 1995      | [ 31 ] [ 33 ] |
| Surrogates – Mein zweites Ich                       | 2009      | basiert auf der gleichnamigen Graphic Novel |
| Tank Girl                                           | 1995      | basiert auf der Comic-Reihe Tank Girl |
| Tetsuo: The Iron Man                                | 1989      | Body-Horror |
| Terminator                                          | 1984      | |
| The 13th Floor – Bist du was du denkst?             | 1999      | Vorlage ist der 1964 erschienene Science-Fiction-Roman Simulacron-3.                                                                             |
| The Zero Theorem                                    | 2013      | [ 32 ] |
| Die totale Erinnerung – Total Recall & Total Recall | 1990/2012 | basiert auf der Kurzgeschichte Erinnerungen en gros von Philip K. Dick                                                                           |
| Tron                                                | 1982      | [ 31 ] [ 34 ] |
| Tron: Legacy                                        | 2010      | Nachfolger von Tron |
| Upgrade                                             | 2018      | [ 32 ] [ 33 ] |
| Videodrome                                          | 1983      | Body-Horror |
| Virtuosity                                          | 1995      | [ 35 ] |
| Welt am Draht                                       | 1973      | Vorlage ist der 1964 erschienene Science-Fiction-Roman Simulacron-3, Drehbuch und Regie Rainer Werner Fassbinder                                 |

### Anime und Manga
- Akira (Manga 1982–1990; Anime 1988), Katsuhiro Otomo
- Bubblegum Crisis (Anime, 1987)
- Neo Tokyo (Anime, 1987)
- Ghost in the Shell (Manga 1989; Anime 1995), Masamune Shirow
- Battle Angel Alita (Manga 1990-1995; Anime 1993), Yukito Kishiro
- Armitage III (Anime, 1994)
- Appleseed (Manga 1985; Anime 2004), Masamune Shirow
- Eden – It’s an Endless World! (Manga 1997–2008), Hiroki Endō
- Serial Experiments Lain (Anime, 1998)
- Blame! (Manga, 1998–2003), Tsutomu Nihei
- Battle Angel Alita: Last Order (Manga, 2000-2014)
- NOiSE (Manga, 2001), Tsutomu Nihei
- Ghost in the Shell: Stand Alone Complex (Anime, 2002-2003, 2. Staffel, 2004-2005)
- Texhnolyze (Anime, 2003)
- Animatrix (2003)
- Biomega (Manga, 2004–2009), Tsutomu Nihei
- Ergo Proxy (Anime, 2006)
- Ghost in the Shell: S.A.C. Solid State Society (Anime, 2006)
- Psycho-Pass (Anime, 2012–2013, 2. Staffel, 2014, 3. Staffel, 2019, Animefilme, 2019, 2020)
- Mardock Scramble (Manga, 2010–2012; Anime, 2010–2011; Serial Novel, 2003), Tow Ubukata
- Ghost in the Shell: Arise (Manga, 2012-2016, Anime, 2013-2015, Animefilm, 2015)
- Love, Death & Robots (2019), Sammlung aus 18 Kurzgeschichten
- Cyberpunk: Edgerunners (Anime, 2022)

### Spiele

#### Tabletop und RPG
- Cyberpunk 2020 (engl. 1988; dt. 1992)
- Shadowrun (1989)
- GURPS Cyberpunk (1990)
- Necromunda (1999)
- Infinity (2008)
- Android Netrunner (Living Card Game) (2012)

#### Videospiele
- Snatcher (1988)
- Neuromancer (1988)
- Rise of the Dragon (1990)
- Dreamweb (1992)
- Beneath a Steel Sky (1993)

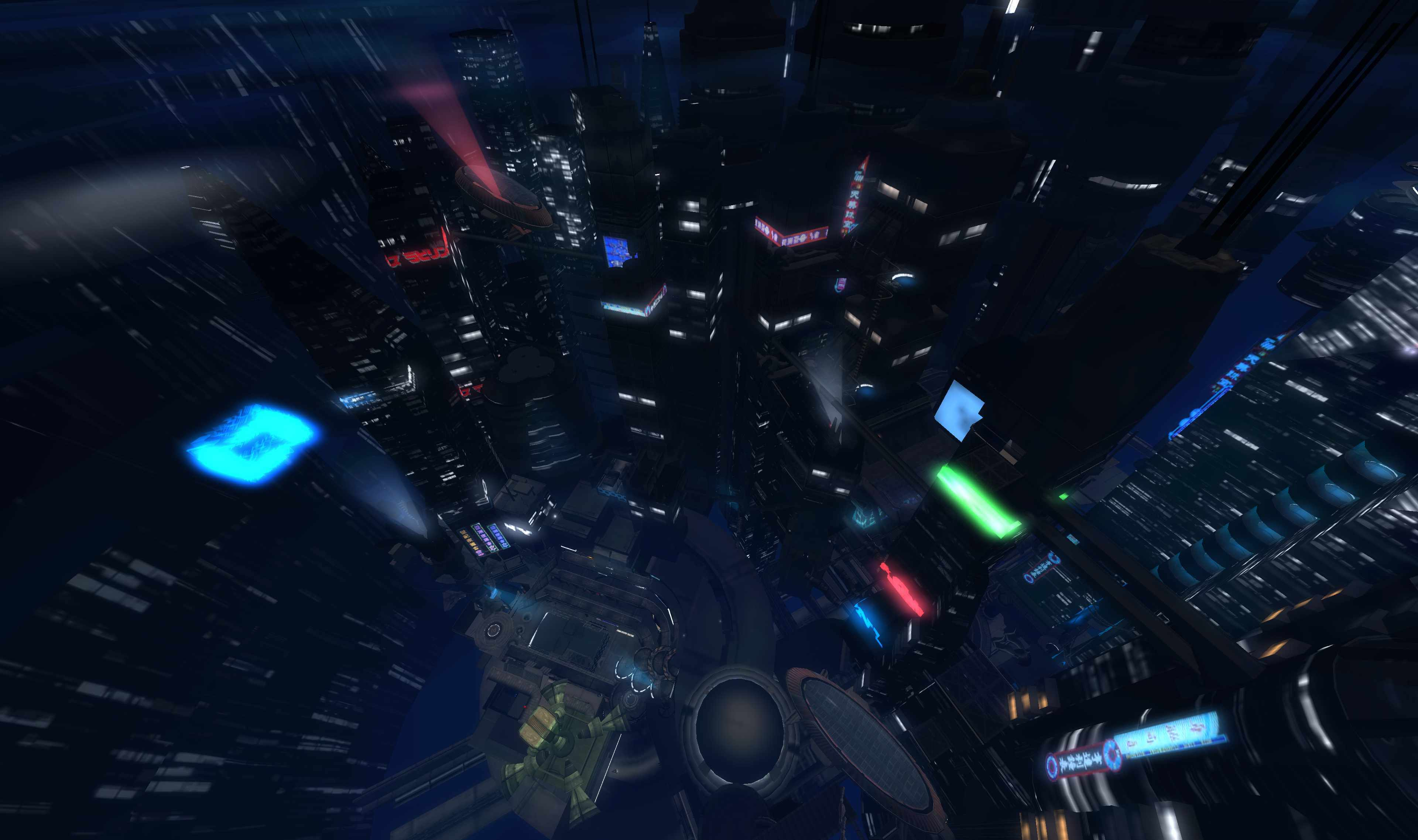
Typische Szene in einem Cyberpunk-Spiel

- Syndicate (1993), Syndicate Wars (1996) und Syndicate (2012)
- System Shock (1994) und System Shock 2 (1999)
- Blade Runner (1997)
- Nightlong (1998)
- Perfect Dark (2000)
- Deus Ex (2000), Deus Ex: Invisible War (2003), Deus Ex: Human Revolution (2011), Deus Ex: The Fall (2013), Deus Ex: Mankind Divided (2016)
- Uplink (2001)
- Anarchy Online (2001)
- Neocron (2002) und Nachfolger
- Restricted Area (2004)
- Dystopia (2005)
- NeoTokyo (2009)
- E.Y.E: Divine Cybermancy (2009)
- Hard Reset (2012)
- Shadowrun Returns (2013), Shadowrun: Dragonfall – Director’s Cut (2014), Shadowrun: Hong Kong (2015)
- Remember Me (2013)
- Watch Dogs (2014), Watch Dogs 2 (2016), Watch Dogs: Legion (2020)
- Observer (2017)
- Detroit: Become Human (2018)
- Cloudpunk (2020)
- Cyberpunk 2077 (2020)
- The Ascent (2021)

### Hörspiele
- 1984–2001, 2008: Der letzte Detektiv, Hörspielreihe von Michael Koser. Produktion des Bayerischen Rundfunks (Folgen 1–40) und Kanzlei Dr. Bahr (Folgen 41–42).
- HumAnemy (2013)[36]
- Cyberdetective (2016)[37], Hörspielreihe von David Holy

### Musik
In den 1980er und 1990er Jahren gab es insbesondere im Bereich der elektronischen Musik mehrere Bands, die sich mit dem Cyberpunk beschäftigten, darunter Manufacture, Skinny Puppy, Severed Heads, Front 242, Front Line Assembly, Revolting Cocks, The Beatnigs, Haujobb und Clock DVA.
Individuelle Alben, die sich thematisch dem Cyberpunk widmen, sind:
- Cyberpunk von Billy Idol
- Cyberpunx von The Cassandra Complex
- 1. Outside von David Bowie
- Sequencer von Covenant
- Transverse City von Warren Zevon
- Year Zero von Nine Inch Nails
  - Y34RZ3R0R3M1X3D (Year Zero Remixed) von diversen Interpreten und Produzenten geremixt